# Julius Leopold Schwabach
Julius Leopold Schwabach (* 31. Mai 1831 in Breslau; † 23. Februar 1898 in Berlin) war ein deutscher Bankier.
Schwabach war mit dem Bankier Gerson von Bleichröder verwandt, dem bedeutendsten und reichsten Vertreter der jüdischen Hochfinanz von Berlin. Er trat mit 16 Jahren in das Bankhaus S. Bleichröder ein, wurde 1866 Teilhaber und nach Bleichröders Tod 1893 Seniorchef der Bank. Er erwarb durch diese Tätigkeit ein beträchtliches Millionenvermögen, das er vor 1879 zum Kauf von Gut Kerzendorf bei Ludwigsfelde nutzte. Das kreistagsfähige Rittergut umfasste genau zu diesem Zeitpunkt nach dem amtlichen Generaladressbuch der Ritterguts- und Gutsbesitzer für die Provinz Brandenburg 382,05 ha. Dazu gehörte noch, wie auf vielen Gütern, eine Brennerei. Kerzendorf gehörte vorher dem Regierungsrath Ascher, respektive den Grafen Blumenthal-Suckow, wal also einem ständigen Besitzerwechsel unterlegt.
Er war, ebenso wie sein Vorgänger und sein Sohn Paul, der persönliche Finanzberater von Otto von Bismarck, der sich auch später für den Bau eines Denkmals des Reichskanzlers am Rhein kurativ einsetzte.
Julius Leopold Schwabach ruht unter einem Marmorgrabmal auf dem Jüdischen Friedhof an der Schönhauser Allee in Berlin.
Seine Enkel sind die Kinder von Paul und Elisabeth Eleanor (von) Schwabach, geb. Schröder, Leonie (genannt Laly oder Lally) Horstmann (1898–1955), Vera von der Heydt (1899–1996), Paul Julius von Schwabach (1902–1938) und der Sohn seines Sohnes Ernst († 1909) Erik-Ernst Schwabach (1891–1938).